# Región del Bajo Sava
La región del Bajo Sava (en esloveno Posavska) es una de las doce regiones estadísticas en las que se subdivide Eslovenia. En diciembre de 2005, contaba con una población de 69.899 habitantes.
Se compone de los siguientes municipios:
- Brežice
- Kostanjevica na Krki
- Krško
- Sevnica

- Datos: Q913773